# الزيلعية (عبس)

تعديل مصدري - تعديل

الزيلعية هي إحدى قرى عزلة البتارية بمديرية عبس التابعة لمحافظة حجة، بلغ تعداد سكانها 407 نسمة حسب تعداد اليمن لعام 2004.